# Храм Святого Владимира (Челябинск)
Храм Свято́го Равноапо́стольного Вели́кого Кня́зя Влади́мира (Свято-Владимирский храм) — православный храм в Челябинске, расположенный в южной части города в посёлке Смолинский. Церковь заложена в августе 1999 по проектам архитекторов Владимира Ковалёва и Андрея Латышева, а также дизайнера Жанны Черневой (дизайн-проект интерьеров храма и благоустройство территории). Строительство организовано и профинансировано предпринимателем Виталием Рыльских.
На территории — часовня, административное здание прихода и монумент погибшим воинам. Здание выполнено из кирпича на гранитном цоколе, оштукатурено и покрашено. В цокольном этаже с отдельным входом через часовню находится крестильня. Подземным проходом церковь соединена с административным зданием. Храм бесстолпный, трёхглавый с одной апсидой и звонницей. В плане — крестообразный, с развитой западной частью, покрыт куполом и увенчан золочёной главой на световом барабане. Ветви креста перекрыты цилиндрическими сводами. Восточный свод над апсидой венчается главкой. К западной части храма примыкает объём звонницы в виде арки, увенчанной главкой. Нижний придел храма освящён 11 марта 2001, верхний — 15 апреля 2001. С восточной и южной стороны к церкви примыкает Владимирский сквер.

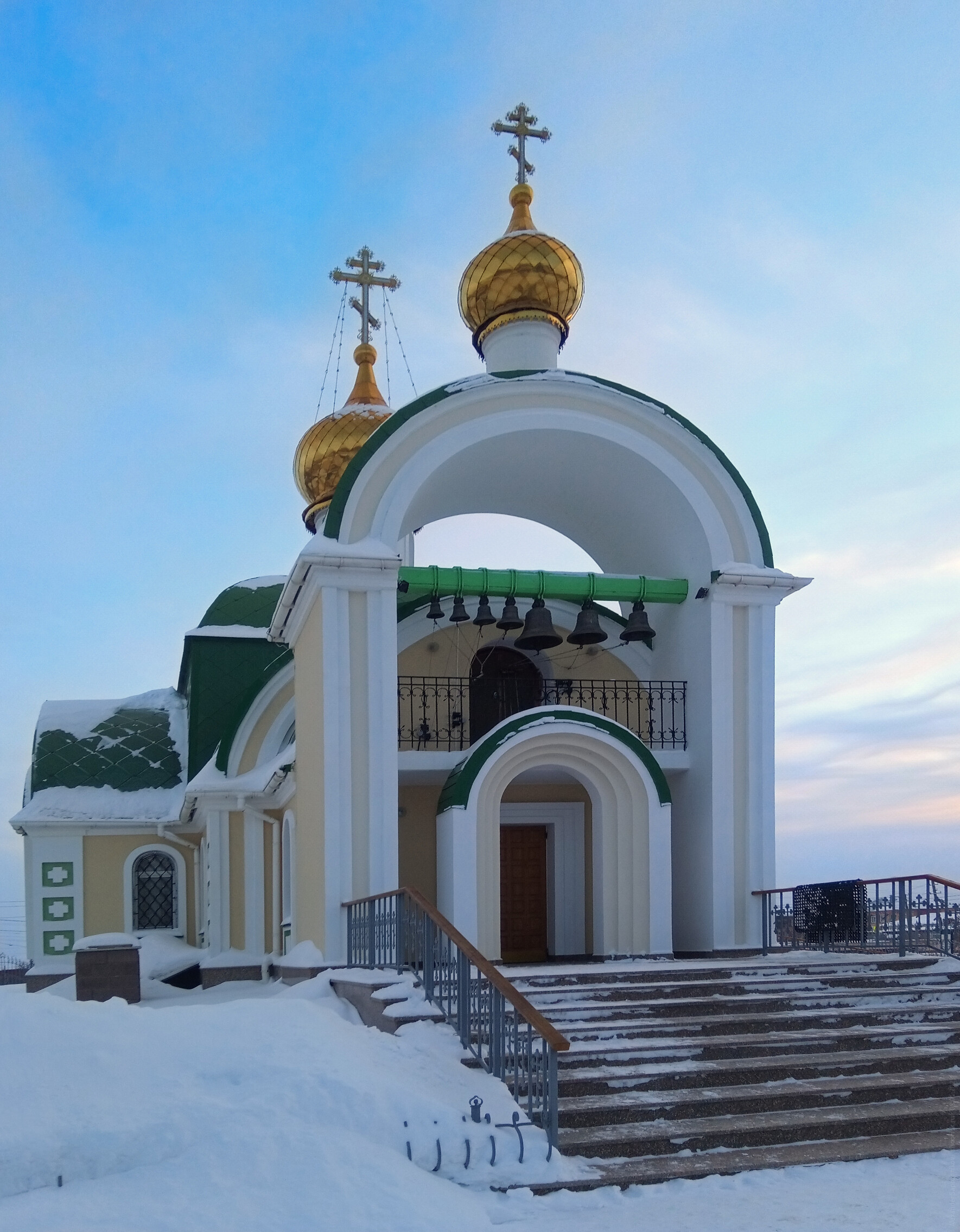
Главный вход
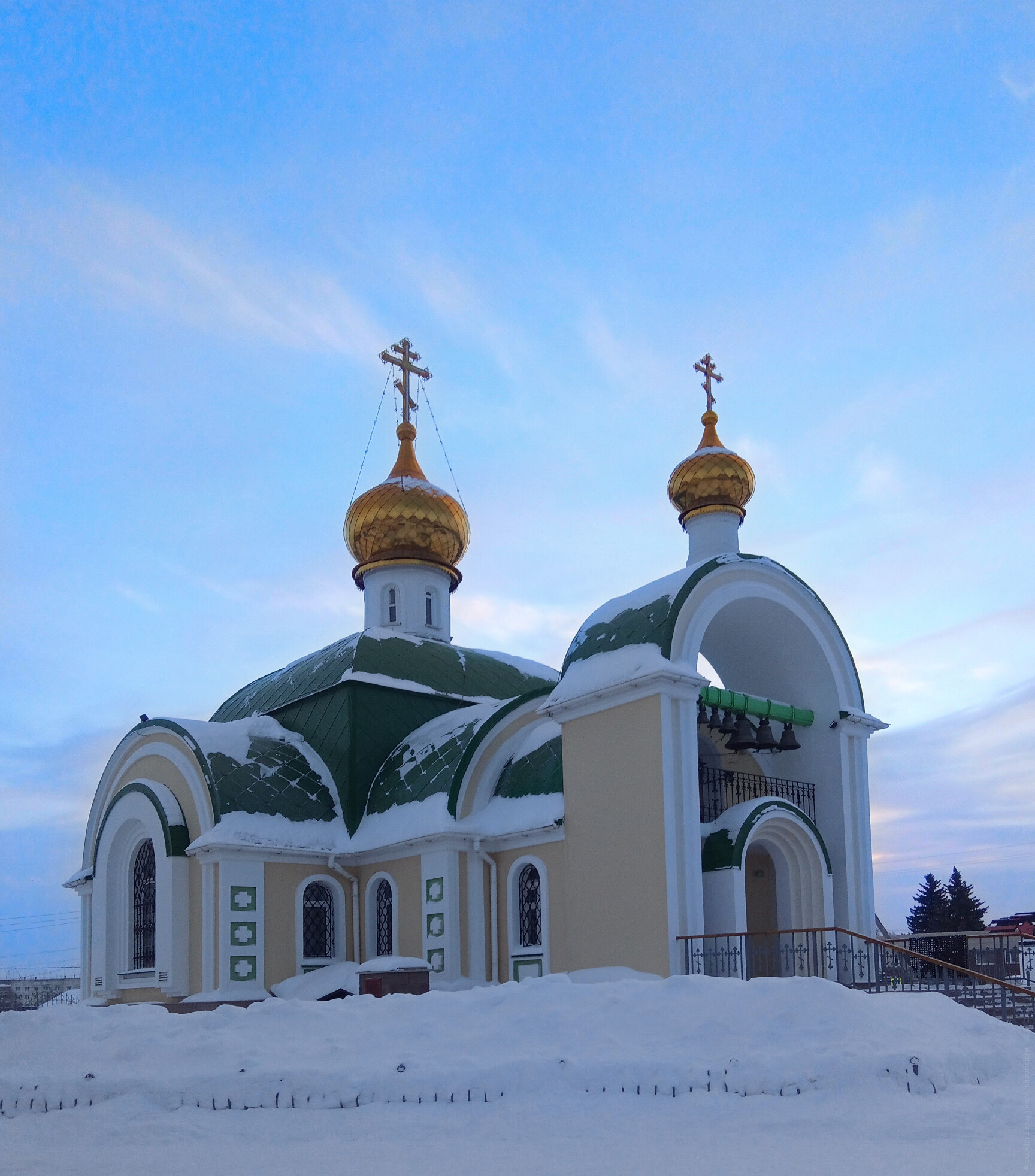
Вид с северо-запада
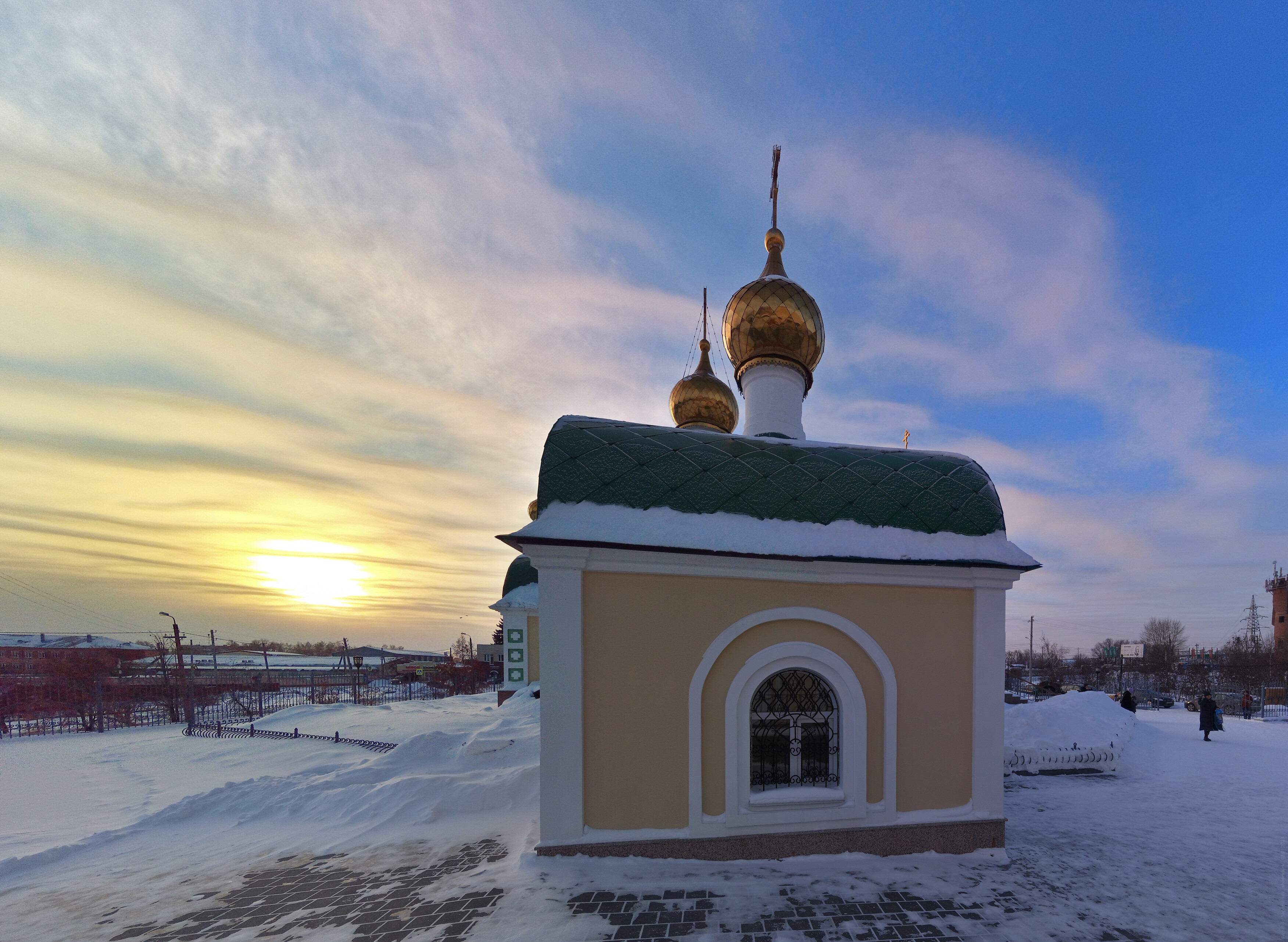
Вид с севера
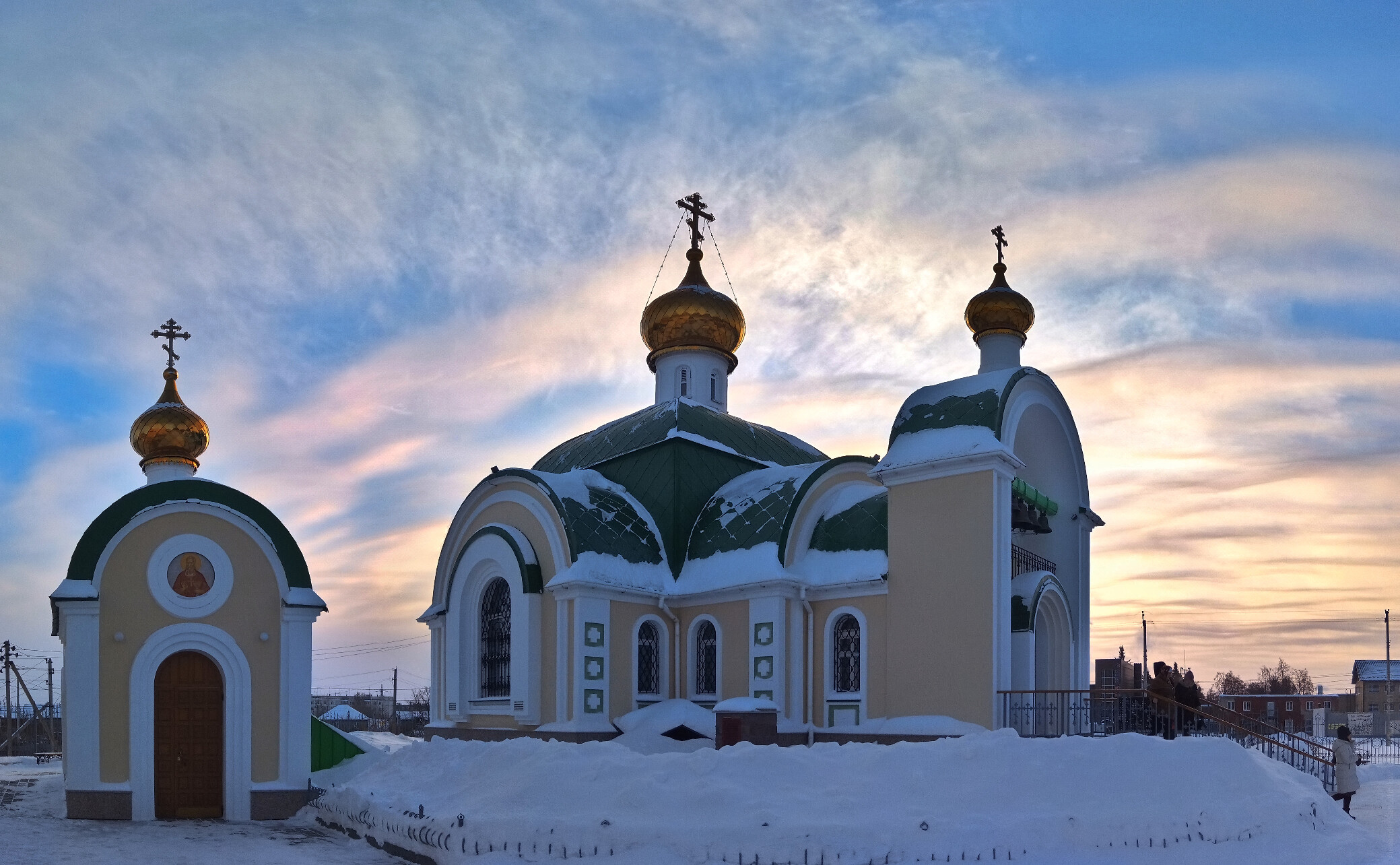
Вид с северо-запада
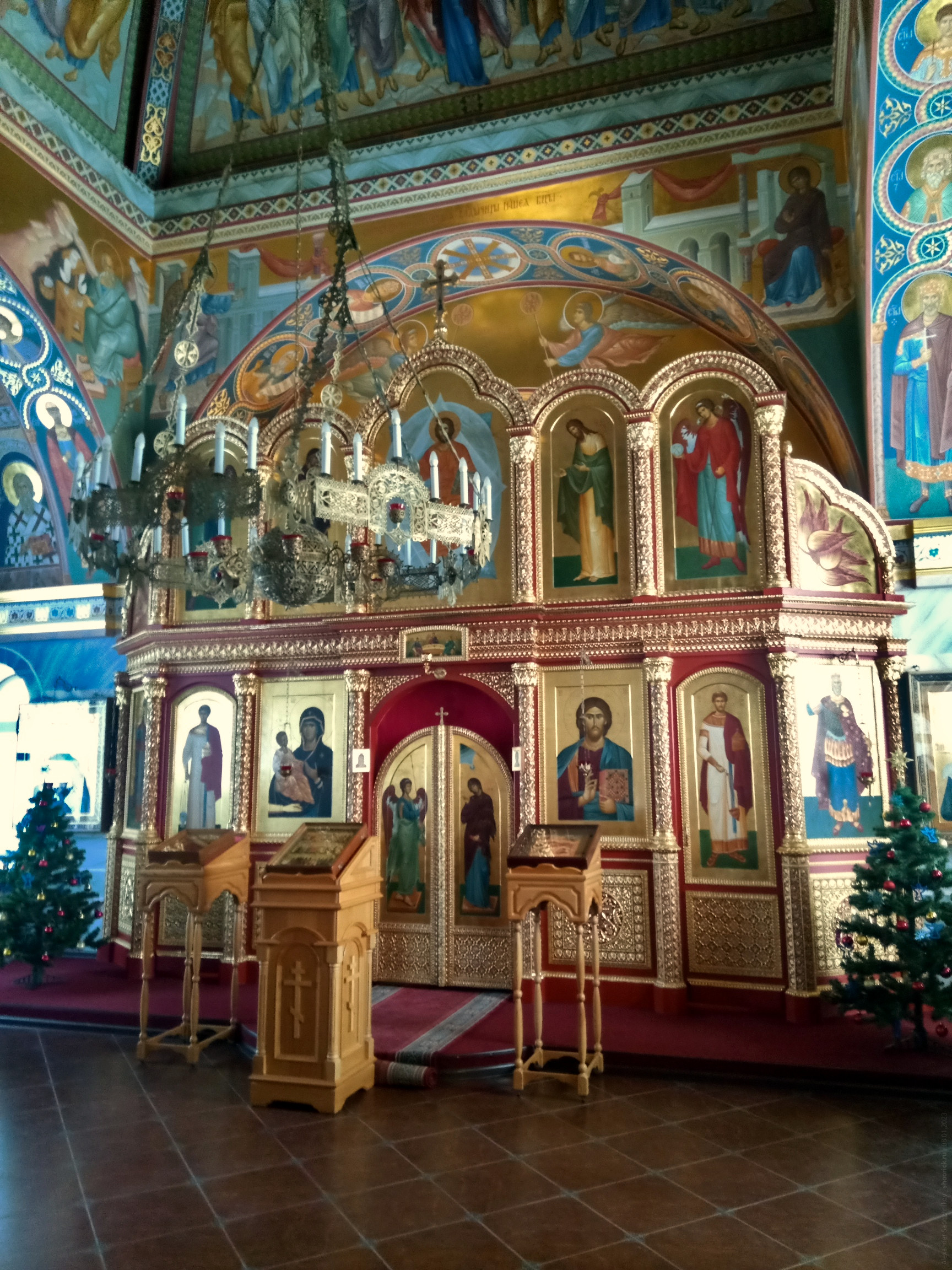
Интерьер храма